# Ernst Wetter
Ernst Wetter (Winterthur, 27 de agosto de 1877 — Zurique, 1 de setembro de 1963) foi um político da Suíça.
Foi eleito para o Conselho Federal suíço em 15 de dezembro de 1938 e terminou o mandato a 31 de dezembro de 1943.
Ernst Wetter foi Presidente da Confederação suíça em 1941.
Sepultado no Cemitério Enzenbühl em Zurique.